# Arctia americana
Arctia americana là một loài bướm đêm thuộc phân họ Arctiinae, họ Erebidae.